# Morti nel 1993/Luglio
| Questa pagina contiene informazioni ricavate automaticamente dalle voci biografiche con l'ausilio del template Bio e di un bot. L'aggiornamento è periodico e automatico e ricostruisce completamente la pagina. Se manca una persona in questa lista, sei pregato di non aggiungerla, ma accertati piuttosto che la sua voce biografica contenga il template Bio e che i dati anagrafici siano correttamente compilati. Se il template Bio manca, inseriscilo tu stesso o, in alternativa, metti l'avviso {{tmp\|Bio}} che ne segnala la mancanza. Se i dati riportati sono sbagliati, correggi direttamente la voce biografica; le modifiche saranno visibili in questa lista entro pochi giorni. Per chiarimenti vedi il progetto biografie. La lista contiene solo le 86 persone che sono citate nell'enciclopedia e per le quali è stato implementato correttamente il template Bio. Pagina aggiornata al 3 mar 2024. |

- 1º luglio - Illy Reale, autore televisivo italiano (n. 1947)
- 1º luglio - Ligio Zanini, poeta e scrittore italiano (n. 1927)
- 2 luglio - Pasquale Baccaro, militare italiano (n. 1972)
- 2 luglio - Fred Gwynne, attore statunitense (n. 1926)
- 2 luglio - Andrea Millevoi, militare italiano (n. 1972)
- 2 luglio - Stefano Paolicchi, militare italiano (n. 1963)
- 2 luglio - Clarence Zener, fisico statunitense (n. 1905)
- 3 luglio - Joe DeRita, attore e comico statunitense (n. 1909)
- 3 luglio - Don Drysdale, giocatore di baseball statunitense (n. 1936)
- 4 luglio - Lola Gaos, attrice spagnola (n. 1921)
- 4 luglio - Gladys Lounsbury Hobby, microbiologa statunitense (n. 1910)
- 4 luglio - Alston Scott Householder, matematico statunitense (n. 1904)
- 4 luglio - Roman Kačanov, regista, artista e sceneggiatore sovietico (n. 1921)
- 4 luglio - Hellmut Lantschner, sciatore alpino, fondista e combinatista nordico austriaco (n. 1909)
- 4 luglio - Anne Shirley, attrice statunitense (n. 1918)
- 6 luglio - Olive Ann Beech, imprenditrice statunitense (n. 1904)
- 6 luglio - John Gatenby Bolton, astronomo britannico (n. 1922)
- 6 luglio - Gino Fratesi, tenore italiano (n. 1906)
- 6 luglio - Ruth Roche, baronessa Fermoy, nobile britannica (n. 1908)
- 7 luglio - Elemér Berkessy, calciatore e allenatore di calcio ungherese (n. 1905)
- 7 luglio - Gino Camerario, calciatore italiano (n. 1919)
- 7 luglio - Mia Zapata, cantante e musicista statunitense (n. 1965)
- 8 luglio - Charles Adkins, pugile statunitense (n. 1932)
- 8 luglio - Giorgio Braccialarghe, antifascista, partigiano e diplomatico italiano (n. 1911)
- 8 luglio - Henry Hazlitt, economista statunitense (n. 1894)
- 10 luglio - Teodor Anioła, calciatore polacco (n. 1925)
- 10 luglio - Alfred Hamerlinck, ciclista su strada, pistard e ciclocrossista belga (n. 1905)
- 10 luglio - Masuji Ibuse, scrittore giapponese (n. 1898)
- 10 luglio - Ivan Maček, politico jugoslavo (n. 1908)
- 11 luglio - Pietro Fosson, politico italiano (n. 1912)
- 12 luglio - Ferdinando Giuseppe Antonelli, cardinale e arcivescovo cattolico italiano (n. 1896)
- 12 luglio - Michael Goleniewski, ufficiale polacco (n. 1922)
- 12 luglio - Gusti Huber, attrice austriaca (n. 1914)
- 13 luglio - Gabriele Adani, presbitero, giornalista e saggista italiano (n. 1927)
- 13 luglio - Abdullah Afeef Didi, politico maldiviano (n. 1916)
- 13 luglio - T. V. Olsen, scrittore statunitense (n. 1932)
- 13 luglio - Leslie Thorne, pilota automobilistico britannico (n. 1916)
- 14 luglio - Gilles-Henri-Alexis Barthe, vescovo cattolico francese (n. 1906)
- 14 luglio - Léo Ferré, cantautore, poeta e scrittore monegasco (n. 1916)
- 14 luglio - Riccardo Napolitano, regista italiano (n. 1928)
- 15 luglio - David Brian, attore statunitense (n. 1914)
- 15 luglio - Young Corbett III, pugile statunitense (n. 1905)
- 15 luglio - Malek Jân Ne'mati, scrittrice e poetessa iraniana (n. 1906)
- 15 luglio - Natalino Terracciano, abate italiano (n. 1920)
- 15 luglio - Petăr Veličkov, calciatore bulgaro (n. 1940)
- 16 luglio - Uberto Scarpelli, giurista, filosofo e sociologo italiano (n. 1924)
- 17 luglio - Luciano Cian, psicologo e presbitero italiano (n. 1939)
- 17 luglio - Pál Dunay, schermidore ungherese (n. 1909)
- 17 luglio - Giorgio Genel, arbitro di calcio italiano (n. 1928)
- 18 luglio - Héctor Freschi, calciatore argentino (n. 1911)
- 18 luglio - Jean Negulesco, regista, sceneggiatore e attore rumeno (n. 1900)
- 19 luglio - Erhardt Gißke, architetto tedesco (n. 1924)
- 19 luglio - Szymon Goldberg, violinista e direttore d'orchestra statunitense (n. 1909)
- 19 luglio - Gordon Joseph Gray, cardinale e arcivescovo cattolico scozzese (n. 1910)
- 19 luglio - Dionisie Pippidi, storico rumeno (n. 1905)
- 19 luglio - Luzius Rüedi, hockeista su ghiaccio svizzero (n. 1900)
- 19 luglio - José Luis Sérsic, astronomo argentino (n. 1933)
- 20 luglio - Gabriele Cagliari, dirigente d'azienda italiano (n. 1926)
- 20 luglio - Jacqueline Lamba, pittrice e decoratrice francese (n. 1910)
- 21 luglio - René Jacquet, calciatore francese (n. 1933)
- 22 luglio - Adolfo Cartisano, fotografo italiano (n. 1936)
- 22 luglio - Armando Palanca, militare e ingegnere italiano (n. 1906)
- 23 luglio - Saʿd ʿAbd al-ʿAzīz Āl Saʿūd, politico saudita (n. 1915)
- 23 luglio - Raul Gardini, imprenditore e dirigente d'azienda italiano (n. 1933)
- 23 luglio - Megan Taylor, pattinatrice artistica su ghiaccio britannica (n. 1920)
- 24 luglio - Erik Jansson, ciclista su strada svedese (n. 1907)
- 24 luglio - Viktor Pankraškin, cestista sovietico (n. 1957)
- 25 luglio - Ana Julia Duque Heckner, religiosa colombiana (n. 1898)
- 25 luglio - Nan Grey, attrice statunitense (n. 1918)
- 26 luglio - Eduardo Caliendo, chitarrista italiano (n. 1922)
- 26 luglio - Gerardo De Caro, politico italiano (n. 1909)
- 26 luglio - Marcellite Garner, doppiatrice statunitense (n. 1910)
- 26 luglio - Guglielmo Meardi, ingegnere italiano (n. 1902)
- 26 luglio - Matthew Ridgway, generale statunitense (n. 1895)
- 27 luglio - Guido Agnolin, arbitro di calcio italiano (n. 1912)
- 27 luglio - Reggie Lewis, cestista statunitense (n. 1965)
- 28 luglio - Antonino Gioè, mafioso italiano (n. 1948)
- 28 luglio - Luigi Patri, calciatore italiano (n. 1910)
- 30 luglio - Tullio Pietrobono, politico italiano (n. 1919)
- 30 luglio - Edward Raczyński, politico, diplomatico e scrittore polacco (n. 1891)
- 31 luglio - Lenore Aubert, attrice statunitense (n. 1913)
- 31 luglio - George Keyt, pittore singalese (n. 1901)
- 31 luglio - Elmar Klos, regista e sceneggiatore ceco (n. 1910)
- 31 luglio - Marcel Marchal, calciatore francese (n. 1913)
- 31 luglio - Baldovino del Belgio, sovrano belga (n. 1930)
- 31 luglio - Lola Álvarez Bravo, fotografa messicana (n. 1903)